# InterContinental Budapest Hotel
A budapesti InterContinental szálloda egy ötcsillagos hotel a pesti Duna-parton, a Dunakorzó északi végén, a Lánchíd lábánál. 1981-ben Forum Hotel néven nyílt meg. 1996 óta az angol InterContinental lánchoz (IHG) tartozik.

## Története

#### Elődei
A mai Dunakorzó területét a Duna Gőzhajózási Társaság kezdte feltölteni, miután saját hajói számára a Lánchíd pesti hídfője két oldalán 345-345 méteres kőpartot épített 1853-tól 1859-ig. Ezt folytatta azután Pest városa – az 1840-es években meghatározott szabályozási vonalnak megfelelően – az 1860-as években előbb észak, majd dél felé, egészen a mai Petőfi térig és alakították ki az árvízvédelmi rendszert és ezzel a mai rakpartot is. Az utóbbi szakaszon a kőpart mögött jelentékeny feltöltés is történt, az így kialakult építési telkeken 1865-től kezdődtek el az építkezések.

##### Stein Nathan bérpalotája
Az Eötvös tér területét nem adta el Pest városa. A térre és a Lánchíd hídfőjére néző telket Stein Náthán (Stein Aurél apja) vásárolta meg és egy négy emeletes bérpalotát építtetett rá 1867–71 között Gottgeb Antal terveinek megfelelően, korai eklektikus stílusban.
A ház felépülte után azonnal bekerült a lapokba, mert báró nyáregyházi Nyári Pál a Batthyány-kormány ekkora már megbomlott elméjű belügyminisztere a legfelső szint erkélyéről a mélybe vetette magát.
1882-ben Stein Aurél invitálására ide költözött Hopp Ferenc.
Stein 1891-ben eladta a házat a Magyar-Francia Biztosító Társaság Rt-nek. A biztosító 1895-ben továbbadta Illits Józsefnek, aki ekkorra már a korzó épületeinek nagy részét birtokolta. Illits állítólag gróf Szapáry Pál kérésére adta el a Ritz Hotel Development Company brit cégnek.

##### Pesti Lloyd Társulat és a Budapesti Áru- és Értéktőzsde közös irodaháza
Déli telekszomszédjára a Pesti Lloyd Társulat és a Budapesti Áru- és Értéktőzsde közös épületét húzták fel Kolbenheyer Ferenc, valamint Benkó Károly építészek tervei alapján. Az épület földszintjén az árutőzsde Lotz Károly freskóival díszített terme, fölötte az értéktőzsdéé volt található. A második és harmadik emeleten irodák, a negyediken húsz lakás kapott helyet. Ezt lakószintet 1886-ban Szpevák Károly vette meg. A háznak több híres lakója is volt, mint Szántó Menyhért politikus, vagy gróf wchinitzi és tettaui Kinszky Jenőné Pálmay Ilka primadonna, aki a ház pincéjében hunyt el Budapest ostroma alatt. Itt lakott dr. Halász Aladár ügyvéd, a Tanácsköztársaság népbiztosa, Rákosi Mátyás barátja és besúgója is, akinek a szabadkőművesek kommunista üldöztetése szárad a lelkén.
A tőzsde 1905-ben átköltözött az Alpár Ignác tervezte Tőzsdepaoltába. Termeiben kávéházat alakítottak ki, mely 1916-tól Deli Bár néven üzemelt.
1945-ben, a Dunapalotát is ért légitámadásban sérült meg aránylag súlyosan és állagmegóvás hiányában 1948-ra menthetetlenné vált, amikor is lebontották.

##### Hotel Ritz
A Ritz cég a Stein-palotát jelentősen visszabontatta, majd Fellner Sándor építész tervei alapján 1910 és 1913 között ötemeletes, 120 szobás luxusszállóvá építtettek át, neobarokk stílusban. A szállodának tető- és télikertje, bárja, grillszobája, központi fűtése, illetve 3 személy- és 4 teherfelvonója és Vásárhelyi Károly személyében kiváló igazgatója volt, csak éppen szerencséje nem, mert megnyitása után az I. világháború okozta recesszióban tönkrement. Az egyik pechje a másik szerencséje: így került a szálloda az akkor már a Dreherek kezében lévő Hungária Nagyszálloda Részvénytársasághoz.

##### Hotel Dunapalota Ritz
A ház megtarthatta a Ritz nevet, de új nevet is kapott, és a két világháború között az egyik legnépszerűbb pesti szálloda volt Dunapalota néven.
Sorsa 1945. január 15-én pecsételődött meg, amikor egy szovjet láncos gyújtóbomba eltalálta. A belseje teljesen kiégett, egy része összeomlott. Annak ellenére, hogy az Eötvös tér felől nézve szinte sértetlennek tűnt, de statikailag annyira instabil volt, hogy nem lehetett gazdaságosan megmenteni.

#### Hotel Forum
A telek ezután évtizedekig üresen állt, illetve időszakos vendéglátóhelyek (teraszok) működtek rajta, majd 1978-ban a magyar turizmus fejlesztésére egy 5 milliárd schillinges hitelkerettel megállapodást kötött az osztrák és a magyar kormány, melynek keretében 1979 és 1986 között osztrák kivitelezőkkel több szállodát is építettek.
Az első ezek közül az 1981-ben átadott, Finta József tervei alapján megépült Forum volt.
A helyszín beépítésének első tervei már 1972-ben elkészültek. Előtte (mint a környék szinte összes üres telkére) ide is a MTA könyvtárát tervezték felépíteni, de a hatvanas évek végére a devizatermelő turizmus és a szállodakoncepció győzött. Finta az 1960-as évek végén az egész Dunakorzó beépítését megtervezte, e terv szerint a Duna InterContinentáltól északra két további betonmonstrum terpeszkedett volna. Ezek egyike a Thonet-ház helyén, melynek elbontását javasolta az építész. A tíz évvel később készült szálloda tervein is ez köszönt vissza, azzal tervezve, hogy később a Thonet-ház helyén a Forum tükörképére alkotott szálloda épülhet meg. Ezért lett a szálloda déli fala tűzfal-szerű.
A szállodát az osztrák Porr vezette konzorcium 41 millió dollárból építette fel. A belsőépítészeti terveket Finta állandó alkotótársa Király László készítette. 1981. november 28-án nyitotta meg kapuit. A 408 szobás hotel 4 csillagos besorolást kapott és az InterContinental lánchoz tartozó Forum márkanévet használta tíz éves franchise szerződés alapján.
Az igazgatói posztot a Duna InterContinental igazgató-helyettese Niklai Ákos kapta. A konyhafőnök Kalla Kálmán, a cukrászat vezetője Mészáros Zoltán
lett. A recepciót Gunszt András vezette. A HungarHotels szállodavállalat a Forumot önálló gazdasági egységgé szervezte, melynek része lett a Gundel és Alabárdos étterem, valamint a Gerbeaud cukrászda is. Ezzel a magyar gasztronómia csúcsa Kalla Kálmán szakmai irányítása alá került. Rövid idő alatt a szálloda fine dining étterme a Silhouette a város legexkluzívabb vacsorahelyévé vált. A látványkonyhát és az ország első salátabárját felvonultató Grill étterem is nagyon népszerű volt. Nem is beszélve a hotel első emeletén üzemelő Bécsi Kávéházról, amely Kő Pál és felesége Péterfy Gizella által készített egyedi fa domborműveivel és a londinerek által megszűrt közönségével igazán különleges helynek számított a városban. Tavasztól őszig az épület Dunakorzó felőli oldalán terasz üzemelt. Az emeleten, a kávéház és a három egybenyitható konferencia/bálterem mellett uszoda és fitness-terem is helyet kapott. A lobbyban drinkbár, egy dohánytermékeket és nemzetközi sajtót árusító trafik, valamint egy valutáért árusító ajándéktárgy-bolt egészítette ki a kínálatot.
Niklai rendkívül tehetséges vezetőnek bizonyult. A ház megnyitásától folyamatosan szinte telt házzal üzemelt. Főleg a módosabb amerikai (magyar) turisták körében volt népszerű.  Már három év után elnyerte az Európai Szállodaszövetség Vándordíját és a következő évben az AmericanExpress Travels "Év Szállodája" díját. Az építési költségekre felvett 15 éves lejáratú hitelt már a működés hetedik évében sikerült visszafizetni.

#### InterContinental
A szálloda privatizációját 1994-ben indította el az ÁPV Rt. Az első privatizációs kört érvénytelennek nyilvánították, majd a második, melyen a Daewoo Bank ajánlata volt a legmagasabb 1995-ben, formai okokra hivatkozva ugyan erre a sorsra jutott. Végül 1996-ban az InterContinental Inc. 95%-os tulajdonrészre vonatkozó ajánlatának elfogadásával került a lánc tulajdonába. A cég ezután megvásárolta a maradék 5%-ot a dolgozóktól és 1997. május 6-án átnevezte InterContinental Budapest-re. A szállodát 1998 és 2009 között, több részletben felújították és részben átépítették. Szobái számát 402-re csökkentették és a legfelső szinten elnöki lakosztályt alakítottak ki. Bezárták a Bécsi Kávéházat és az éttermeket. Helyettük egy új éttermet alakítottak ki Corso néven. A kávéház helyét a kibővített rendezvényterem foglalja el. Ekkor változott a szálloda besorolása 5 csillagosra.
Az épület jelenleg a dubaii Al Habtoor Group tulajdonában van, de továbbra is az InterContinental Group Plc. üzemelteti.

## Híres vendégei
Helmut Kohl, George Bush, Tony Curtis, Placido Domingo, Andew Lloyd Webber, Gábor Zsazsa, a dalai láma, Colin Powell, Michael Schumacher, João Havelange, Amanda Lear, Larry Hagman, Sylvia Kristel, Edwin Moses, Cliff Richard, Joe Cocker, Ivan Lendl, Giacomo Agostini, Nigel Mansell, Bonnie Tyler, Kylie Minogue, Damon Hill, Teller Ede, Richard Clayderman, Puskás Ferenc, José Carreras, Diana Ross, Gabriela Sabatini